# Valorant Champions 2023
Giải đấu Valorant Champions 2023 là 1 giải đấu thể thao điện tử của bộ môn Valorant. Đây là lần thứ 3 giải đấu Valorant Champions được tổ chức, cũng là giải đấu toàn cầu quan trọng nhất của Valorant Champions Tour (VCT) trong mùa giải 2023. Giải đấu được tổ chức từ ngày 6 tháng 8 đến ngày 26 tháng 8, năm 2023 tại Los Angeles và Inglewood, California, Hoa Kỳ. 16 đội đủ điều kiện tham gia dựa trên kết quả của họ tại các giải đấu trong mùa giải, Masters Tokyo 2023, và vòng loại khu vực (Last Chance Qualifiers - LCQ).
"Ticking Away" được công bố là bài hát chủ đề của giải đấu, được sáng tác, sản xuất và biểu diễn bởi Grabbitz và bbno$.
Evil Geniuses trở thành đội Bắc Mỹ đầu tiên vô địch giải đấu Valorant Champions sau khi đánh bại Paper Rex tại trận chung kết với tỷ số 3–1.

## Địa điểm
Los Angeles và Inglewood được lựa chọn làm nơi tổ chức giải đấu. Giải đấu được tổ chức tại Shrine Auditorium và Expo Hall trong phần lớn thời lượng giải đấu, và tại Kia Forum trong 3 ngày chung kết.
| California, Hoa Kỳ              | California, Hoa Kỳ |
| Los Angeles                     | Inglewood          |
| ------------------------------- | ------------------ |
| Shrine Auditorium and Expo Hall | Kia Forum          |
|                                 |                    |
| Los AngelesInglewood            |                    |

## Các đội tham gia
Mười sáu đội đủ điều kiện tham gia giải đấu dựa trên thành tích vượt qua vòng loại giải đấu tương ứng của họ hoặc thông qua Vòng loại khu vực (Last Chance Qualifiers - LCQ). Ở mỗi khu vực, 3 đội đứng đầu trong vòng loại trực tiếp của giải đấu khu vực hoặc Masters Tokyo 2023 của khu vực EMEA ngay lập tức đủ điều kiện tham dự Valorant Champions, trong khi 7 đội còn lại phải thi đấu trong Vòng loại Vòng loại khu vực ở các khu vực tương ứng của họ bao gồm cả Trung Quốc. Đội đứng đầu Vòng loại khu vực, riêng khu vực EMEA là 2 đội đứng đầu, sẽ đủ điều kiện tham dự Valorant Champions. Các đội sau đủ điều kiện tham gia sự kiện:
| Khu vực         | Khu vực         | Số đội | Đội             | Điều kiện tham gia         |
| --------------- | --------------- | ------ | --------------- | -------------------------- |
| EMEA            | EMEA            | 5      | Fnatic          | #1 Masters: EMEA           |
| EMEA            | EMEA            | 5      | Team Liquid     | #2 Masters: EMEA           |
| EMEA            | EMEA            | 5      | FUT Esports     | #3 Masters: EMEA           |
| EMEA            | EMEA            | 5      | Giants Gaming   | #1 LCQ EMEA                |
| EMEA            | EMEA            | 5      | Natus Vincere   | #2 LCQ EMEA                |
| Châu Mỹ         | Châu Mỹ         | 4      | LOUD            | #1 khu vực Châu Mỹ         |
| Châu Mỹ         | Châu Mỹ         | 4      | NRG             | #2 khu vực Châu Mỹ         |
| Châu Mỹ         | Châu Mỹ         | 4      | Evil Geniuses   | #3 khu vực Châu Mỹ         |
| Châu Mỹ         | Châu Mỹ         | 4      | KRÜ Esports     | #1 LCQ châu Mỹ             |
| Thái Bình Dương | Thái Bình Dương | 4      | Paper Rex       | #1 khu vực Thái Bình Dương |
| Thái Bình Dương | Thái Bình Dương | 4      | DRX             | #2 khu vực Thái Bình Dương |
| Thái Bình Dương | Thái Bình Dương | 4      | T1              | #3 khu vực Thái Bình Dương |
| Thái Bình Dương | Thái Bình Dương | 4      | ZETA DIVISION   | #1 LCQ Thái Bình Dương     |
| Trung Quốc      | Trung Quốc      | 3      | Edward Gaming   | #1 vòng loại Trung Quốc    |
| Trung Quốc      | Trung Quốc      | 3      | Bilibili Gaming | #2 vòng loại Trung Quốc    |
| Trung Quốc      | Trung Quốc      | 3      | FunPlus Phoenix | #3 vòng loại Trung Quốc    |

## Vòng bảng
Vòng bảng diễn ra từ ngày 7 – 14 tháng 8 năm 2023 (giờ Việt Nam).
16 đội sẽ được chia đều vào 4 bảng. Các đội sẽ thi đấu theo thể thức nhánh thắng nhánh thua GSL. 2 đội có thành tích cao nhất của mỗi bảng sẽ giành quyền vào Vòng loại trực tiếp (Play-off). Tất cả các trận đấu được phân định bằng thể thức Bo3.

### Thể thức bốc thăm chia bảng
16 đội được bốc thăm chia thành 4 bảng, mỗi bảng 4 đội. Các đội cùng khu vực không thể xếp vào cùng một bảng. Nếu một đội được xếp vào cùng bảng với một đội khác trong khu vực của họ, họ sẽ được xếp vào nhóm hợp lệ tiếp theo ngoại trừ hạt giống EMEA LCQ #2 là Natus Vincere. Các trận đấu diễn ra dựa trên việc bốc thăm, trong đó các đội hạt giống số 1 đối đầu với các đội hạt giống số 4 và các đội hạt giống số 2 đối đầu với các đội hạt giống số 3 trong mỗi bảng. Những nhóm này được quyết định bởi thành tích của các đội tại Masters Tokyo và Vòng loại khu vực.

### Nhánh đấu
Các đội in đậm là đội vào vòng tiếp theo.
Các số ở bên trái của mỗi đội là số mà đội được xếp hạt giống trong bảng của mình và các số ở bên phải cho biết số tỷ số trong trận đấu đó.
Các đội có lựa chọn cấm/chọn bản đồ (tức là đội hạt giống cao hơn hoặc đội ở nhánh trên) được đánh dấu bằng dấu hoa thị.

#### Bảng A
| VT | Đội           | ID  | T | B | VT | VB | HS  | Trạng thái                  |
| -- | ------------- | --- | - | - | -- | -- | --- | --------------------------- |
| 1  | Paper Rex     | PRX | 2 | 0 | 55 | 36 | +19 | Lọt vào vòng loại trực tiếp |
| 2  | EDward Gaming | EDG | 2 | 1 | 86 | 76 | +10 | Lọt vào vòng loại trực tiếp |
| 3  | Giants        | GIA | 1 | 2 | 74 | 87 | -13 | Bị loại                     |
| 4  | KRÜ Esports   | KRÜ | 0 | 2 | 37 | 53 | -16 | Bị loại                     |

|  |                   |                   |                   |                   |                   |                   |                     |                     |                      |                      |                      |                      |                      |                      |  |  |                   |                   |                   |
|  | Vòng 1            | Vòng 1            | Vòng 1            | Vòng 1            | Vòng 1            | Vòng 1            |                     |                     | Trận đấu nhánh thắng | Trận đấu nhánh thắng | Trận đấu nhánh thắng | Trận đấu nhánh thắng | Trận đấu nhánh thắng | Trận đấu nhánh thắng |  |  | Lọt vào play-offs | Lọt vào play-offs | Lọt vào play-offs |
|  | Vòng 1            | Vòng 1            | Vòng 1            | Vòng 1            | Vòng 1            | Vòng 1            |                     |                     | Trận đấu nhánh thắng | Trận đấu nhánh thắng | Trận đấu nhánh thắng | Trận đấu nhánh thắng | Trận đấu nhánh thắng | Trận đấu nhánh thắng |  |  | Lọt vào play-offs | Lọt vào play-offs | Lọt vào play-offs |
|  |                   |                   |                   |                   |                   |                   |                     |                     |                      |                      |                      |                      |                      |                      |  |  |                   |                   |                   |
|  |                   |                   |                   |                   |                   |                   |                     |                     |                      |                      |                      |                      |                      |                      |  |  |                   |                   |                   |
|  | PRX               | PRX               | 13                | 13                | -                 | 2                 |                     |                     |                      |                      |                      |                      |                      |                      |  |  |                   |                   |                   |
|  | PRX               | PRX               | 13                | 13                | -                 | 2                 |                     |                     |                      |                      |                      |                      |                      |                      |  |  |                   |                   |                   |
|  | KRÜ               | KRÜ               | 7                 | 8                 | -                 | 0                 |                     |                     |                      |                      |                      |                      |                      |                      |  |  |                   |                   |                   |
|  | KRÜ               | KRÜ               | 7                 | 8                 | -                 | 0                 |                     |                     |                      |                      |                      |                      |                      |                      |  |  |                   |                   |                   |
|  |                   |                   |                   |                   |                   |                   | PRX                 | PRX                 | 13                   | 16                   | -                    | 2                    |                      |                      |  |  |                   |                   |                   |
|  |                   |                   |                   |                   |                   |                   | PRX                 | PRX                 | 13                   | 16                   | -                    | 2                    |                      |                      |  |  |                   |                   |                   |
|  |                   |                   | EDG               | EDG               | 7                 | 14                | -                   | 0                   |                      |                      |                      |                      |                      |                      |  |  |                   |                   |                   |
|  |                   |                   |                   |                   |                   |                   | -                   | 0                   |                      |                      |                      |                      |                      |                      |  |  |                   |                   |                   |
|  | EDG               | EDG               | 13                | 13                | 13                | 2                 |                     |                     |                      |                      |                      |                      |                      |                      |  |  |                   |                   |                   |
|  | EDG               | EDG               | 13                | 13                | 13                | 2                 |                     |                     |                      |                      |                      |                      |                      |                      |  |  |                   |                   |                   |
|  | GIA               | GIA               | 15                | 11                | 8                 | 1                 |                     |                     | PRX                  | PRX                  | PRX                  |                      |                      |                      |  |  |                   |                   |                   |
|  | GIA               | GIA               | 15                | 11                | 8                 | 1                 |                     |                     | PRX                  | PRX                  | PRX                  |                      |                      |                      |  |  |                   |                   |                   |
|  |                   |                   |                   |                   |                   |                   |                     |                     | EDG                  |                      |                      |                      |                      |                      |  |  |                   |                   |                   |
|  |                   |                   |                   |                   |                   |                   |                     |                     |                      |                      |                      |                      |                      |                      |  |  |                   |                   |                   |
|  | Trận đấu loại trừ | Trận đấu loại trừ | Trận đấu loại trừ | Trận đấu loại trừ | Trận đấu loại trừ | Trận đấu loại trừ | Trận đấu quyết định | Trận đấu quyết định | Trận đấu quyết định  | Trận đấu quyết định  | Trận đấu quyết định  | Trận đấu quyết định  |                      |                      |  |  |                   |                   |                   |
|  | Trận đấu loại trừ | Trận đấu loại trừ | Trận đấu loại trừ | Trận đấu loại trừ | Trận đấu loại trừ | Trận đấu loại trừ | Trận đấu quyết định | Trận đấu quyết định | Trận đấu quyết định  | Trận đấu quyết định  | Trận đấu quyết định  | Trận đấu quyết định  |                      |                      |  |  |                   |                   |                   |
|  |                   |                   |                   |                   |                   |                   |                     |                     |                      |                      |                      |                      |                      |                      |  |  |                   |                   |                   |
|  |                   |                   |                   |                   |                   |                   |                     |                     |                      |                      |                      |                      |                      |                      |  |  |                   |                   |                   |
|  | KRÜ               | KRÜ               | 10                | 12                | -                 | 0                 | EDG                 | EDG                 | 13                   | 13                   | -                    | 2                    |                      |                      |  |  |                   |                   |                   |
|  | KRÜ               | KRÜ               | 10                | 12                | -                 | 0                 | EDG                 | EDG                 | 13                   | 13                   | -                    | 2                    |                      |                      |  |  |                   |                   |                   |
|  | GIA               | GIA               | 13                | 14                | -                 | 2                 |                     |                     | GIA                  | GIA                  | 6                    | 7                    | -                    | 0                    |  |  |                   |                   |                   |
|  | GIA               | GIA               | 13                | 14                | -                 | 2                 |                     |                     | GIA                  | GIA                  | 6                    | 7                    | -                    | 0                    |  |  |                   |                   |                   |

#### Bảng B
| VT | Đội             | ID  | T | B | VT | VB | HS  | Trạng thái                  |
| -- | --------------- | --- | - | - | -- | -- | --- | --------------------------- |
| 1  | Evil Geniuses   | EG  | 2 | 0 | 54 | 38 | +16 | Lọt vào vòng loại trực tiếp |
| 2  | FUT Esports     | FUT | 2 | 1 | 75 | 61 | +14 | Lọt vào vòng loại trực tiếp |
| 3  | T1              | T1  | 1 | 2 | 59 | 70 | -11 | Bị loại                     |
| 4  | FunPlus Phoenix | FPX | 0 | 2 | 33 | 52 | -19 | Bị loại                     |

|  |                   |                   |                   |                   |                   |                   |                     |                     |                      |                      |                      |                      |                      |                      |  |  |                   |                   |                   |
|  | Vòng 1            | Vòng 1            | Vòng 1            | Vòng 1            | Vòng 1            | Vòng 1            |                     |                     | Trận đấu nhánh thắng | Trận đấu nhánh thắng | Trận đấu nhánh thắng | Trận đấu nhánh thắng | Trận đấu nhánh thắng | Trận đấu nhánh thắng |  |  | Lọt vào play-offs | Lọt vào play-offs | Lọt vào play-offs |
|  | Vòng 1            | Vòng 1            | Vòng 1            | Vòng 1            | Vòng 1            | Vòng 1            |                     |                     | Trận đấu nhánh thắng | Trận đấu nhánh thắng | Trận đấu nhánh thắng | Trận đấu nhánh thắng | Trận đấu nhánh thắng | Trận đấu nhánh thắng |  |  | Lọt vào play-offs | Lọt vào play-offs | Lọt vào play-offs |
|  |                   |                   |                   |                   |                   |                   |                     |                     |                      |                      |                      |                      |                      |                      |  |  |                   |                   |                   |
|  |                   |                   |                   |                   |                   |                   |                     |                     |                      |                      |                      |                      |                      |                      |  |  |                   |                   |                   |
|  | EG                | EG                | 13                | 13                | -                 | 2                 |                     |                     |                      |                      |                      |                      |                      |                      |  |  |                   |                   |                   |
|  | EG                | EG                | 13                | 13                | -                 | 2                 |                     |                     |                      |                      |                      |                      |                      |                      |  |  |                   |                   |                   |
|  | FPX               | FPX               | 8                 | 8                 | -                 | 0                 |                     |                     |                      |                      |                      |                      |                      |                      |  |  |                   |                   |                   |
|  | FPX               | FPX               | 8                 | 8                 | -                 | 0                 |                     |                     |                      |                      |                      |                      |                      |                      |  |  |                   |                   |                   |
|  |                   |                   |                   |                   |                   |                   | EG                  | EG                  | 15                   | 13                   | -                    | 2                    |                      |                      |  |  |                   |                   |                   |
|  |                   |                   |                   |                   |                   |                   | EG                  | EG                  | 15                   | 13                   | -                    | 2                    |                      |                      |  |  |                   |                   |                   |
|  |                   |                   | FUT               | FUT               | 13                | 9                 | -                   | 0                   |                      |                      |                      |                      |                      |                      |  |  |                   |                   |                   |
|  |                   |                   |                   |                   |                   |                   | -                   | 0                   |                      |                      |                      |                      |                      |                      |  |  |                   |                   |                   |
|  | FUT               | FUT               | 13                | 13                | -                 | 2                 |                     |                     |                      |                      |                      |                      |                      |                      |  |  |                   |                   |                   |
|  | FUT               | FUT               | 13                | 13                | -                 | 2                 |                     |                     |                      |                      |                      |                      |                      |                      |  |  |                   |                   |                   |
|  | T1                | T1                | 4                 | 7                 | -                 | 0                 |                     |                     | EG                   | EG                   | EG                   |                      |                      |                      |  |  |                   |                   |                   |
|  | T1                | T1                | 4                 | 7                 | -                 | 0                 |                     |                     | EG                   | EG                   | EG                   |                      |                      |                      |  |  |                   |                   |                   |
|  |                   |                   |                   |                   |                   |                   |                     |                     | FUT                  |                      |                      |                      |                      |                      |  |  |                   |                   |                   |
|  |                   |                   |                   |                   |                   |                   |                     |                     |                      |                      |                      |                      |                      |                      |  |  |                   |                   |                   |
|  | Trận đấu loại trừ | Trận đấu loại trừ | Trận đấu loại trừ | Trận đấu loại trừ | Trận đấu loại trừ | Trận đấu loại trừ | Trận đấu quyết định | Trận đấu quyết định | Trận đấu quyết định  | Trận đấu quyết định  | Trận đấu quyết định  | Trận đấu quyết định  |                      |                      |  |  |                   |                   |                   |
|  | Trận đấu loại trừ | Trận đấu loại trừ | Trận đấu loại trừ | Trận đấu loại trừ | Trận đấu loại trừ | Trận đấu loại trừ | Trận đấu quyết định | Trận đấu quyết định | Trận đấu quyết định  | Trận đấu quyết định  | Trận đấu quyết định  | Trận đấu quyết định  |                      |                      |  |  |                   |                   |                   |
|  |                   |                   |                   |                   |                   |                   |                     |                     |                      |                      |                      |                      |                      |                      |  |  |                   |                   |                   |
|  |                   |                   |                   |                   |                   |                   |                     |                     |                      |                      |                      |                      |                      |                      |  |  |                   |                   |                   |
|  | FPX               | FPX               | 10                | 7                 | -                 | 0                 | FUT                 | FUT                 | 13                   | 14                   | -                    | 2                    |                      |                      |  |  |                   |                   |                   |
|  | FPX               | FPX               | 10                | 7                 | -                 | 0                 | FUT                 | FUT                 | 13                   | 14                   | -                    | 2                    |                      |                      |  |  |                   |                   |                   |
|  | T1                | T1                | 13                | 13                | -                 | 2                 |                     |                     | T1                   | T1                   | 10                   | 12                   | -                    | 0                    |  |  |                   |                   |                   |
|  | T1                | T1                | 13                | 13                | -                 | 2                 |                     |                     | T1                   | T1                   | 10                   | 12                   | -                    | 0                    |  |  |                   |                   |                   |

#### Bảng C
| VT | Đội             | ID   | T | B | VT | VB | HS  | Trạng thái                  |
| -- | --------------- | ---- | - | - | -- | -- | --- | --------------------------- |
| 1  | Fnatic          | FNC  | 2 | 0 | 52 | 21 | +31 | Lọt vào vòng loại trực tiếp |
| 2  | Bilibili Gaming | BLG  | 2 | 1 | 63 | 61 | +2  | Lọt vào vòng loại trực tiếp |
| 3  | NRG             | NRG  | 1 | 2 | 63 | 67 | -4  | Bị loại                     |
| 4  | ZETA DIVISION   | ZETA | 0 | 2 | 25 | 54 | -29 | Bị loại                     |

|  |                   |                   |                   |                   |                   |                   |                     |                     |                      |                      |                      |                      |                      |                      |  |  |                   |                   |                   |
|  | Vòng 1            | Vòng 1            | Vòng 1            | Vòng 1            | Vòng 1            | Vòng 1            |                     |                     | Trận đấu nhánh thắng | Trận đấu nhánh thắng | Trận đấu nhánh thắng | Trận đấu nhánh thắng | Trận đấu nhánh thắng | Trận đấu nhánh thắng |  |  | Lọt vào play-offs | Lọt vào play-offs | Lọt vào play-offs |
|  | Vòng 1            | Vòng 1            | Vòng 1            | Vòng 1            | Vòng 1            | Vòng 1            |                     |                     | Trận đấu nhánh thắng | Trận đấu nhánh thắng | Trận đấu nhánh thắng | Trận đấu nhánh thắng | Trận đấu nhánh thắng | Trận đấu nhánh thắng |  |  | Lọt vào play-offs | Lọt vào play-offs | Lọt vào play-offs |
|  |                   |                   |                   |                   |                   |                   |                     |                     |                      |                      |                      |                      |                      |                      |  |  |                   |                   |                   |
|  |                   |                   |                   |                   |                   |                   |                     |                     |                      |                      |                      |                      |                      |                      |  |  |                   |                   |                   |
|  | FNC               | FNC               | 13                | 13                | -                 | 2                 |                     |                     |                      |                      |                      |                      |                      |                      |  |  |                   |                   |                   |
|  | FNC               | FNC               | 13                | 13                | -                 | 2                 |                     |                     |                      |                      |                      |                      |                      |                      |  |  |                   |                   |                   |
|  | ZETA              | ZETA              | 5                 | 6                 | -                 | 0                 |                     |                     |                      |                      |                      |                      |                      |                      |  |  |                   |                   |                   |
|  | ZETA              | ZETA              | 5                 | 6                 | -                 | 0                 |                     |                     |                      |                      |                      |                      |                      |                      |  |  |                   |                   |                   |
|  |                   |                   |                   |                   |                   |                   | FNC                 | FNC                 | 13                   | 13                   | -                    | 2                    |                      |                      |  |  |                   |                   |                   |
|  |                   |                   |                   |                   |                   |                   | FNC                 | FNC                 | 13                   | 13                   | -                    | 2                    |                      |                      |  |  |                   |                   |                   |
|  |                   |                   | BLG               | BLG               | 2                 | 8                 | -                   | 0                   |                      |                      |                      |                      |                      |                      |  |  |                   |                   |                   |
|  |                   |                   |                   |                   |                   |                   | -                   | 0                   |                      |                      |                      |                      |                      |                      |  |  |                   |                   |                   |
|  | NRG               | NRG               | 12                | 8                 | -                 | 0                 |                     |                     |                      |                      |                      |                      |                      |                      |  |  |                   |                   |                   |
|  | NRG               | NRG               | 12                | 8                 | -                 | 0                 |                     |                     |                      |                      |                      |                      |                      |                      |  |  |                   |                   |                   |
|  | BLG               | BLG               | 14                | 13                | -                 | 2                 |                     |                     | FNC                  | FNC                  | FNC                  |                      |                      |                      |  |  |                   |                   |                   |
|  | BLG               | BLG               | 14                | 13                | -                 | 2                 |                     |                     | FNC                  | FNC                  | FNC                  |                      |                      |                      |  |  |                   |                   |                   |
|  |                   |                   |                   |                   |                   |                   |                     |                     | BLG                  |                      |                      |                      |                      |                      |  |  |                   |                   |                   |
|  |                   |                   |                   |                   |                   |                   |                     |                     |                      |                      |                      |                      |                      |                      |  |  |                   |                   |                   |
|  | Trận đấu loại trừ | Trận đấu loại trừ | Trận đấu loại trừ | Trận đấu loại trừ | Trận đấu loại trừ | Trận đấu loại trừ | Trận đấu quyết định | Trận đấu quyết định | Trận đấu quyết định  | Trận đấu quyết định  | Trận đấu quyết định  | Trận đấu quyết định  |                      |                      |  |  |                   |                   |                   |
|  | Trận đấu loại trừ | Trận đấu loại trừ | Trận đấu loại trừ | Trận đấu loại trừ | Trận đấu loại trừ | Trận đấu loại trừ | Trận đấu quyết định | Trận đấu quyết định | Trận đấu quyết định  | Trận đấu quyết định  | Trận đấu quyết định  | Trận đấu quyết định  |                      |                      |  |  |                   |                   |                   |
|  |                   |                   |                   |                   |                   |                   |                     |                     |                      |                      |                      |                      |                      |                      |  |  |                   |                   |                   |
|  |                   |                   |                   |                   |                   |                   |                     |                     |                      |                      |                      |                      |                      |                      |  |  |                   |                   |                   |
|  | ZETA              | ZETA              | 13                | 1                 | -                 | 0                 | BLG                 | BLG                 | 13                   | 13                   | -                    | 2                    |                      |                      |  |  |                   |                   |                   |
|  | ZETA              | ZETA              | 13                | 1                 | -                 | 0                 | BLG                 | BLG                 | 13                   | 13                   | -                    | 2                    |                      |                      |  |  |                   |                   |                   |
|  | NRG               | NRG               | 15                | 13                | -                 | 2                 |                     |                     | NRG                  | NRG                  | 10                   | 5                    | -                    | 0                    |  |  |                   |                   |                   |
|  | NRG               | NRG               | 15                | 13                | -                 | 2                 |                     |                     | NRG                  | NRG                  | 10                   | 5                    | -                    | 0                    |  |  |                   |                   |                   |

#### Bảng D
| VT | Đội           | ID   | T | B | VT  | VB  | HS  | Trạng thái                  |
| -- | ------------- | ---- | - | - | --- | --- | --- | --------------------------- |
| 1  | DRX           | DRX  | 2 | 0 | 77  | 67  | +10 | Lọt vào vòng loại trực tiếp |
| 2  | LOUD          | LOUD | 2 | 1 | 92  | 84  | +8  | Lọt vào vòng loại trực tiếp |
| 3  | Natus Vincere | NAVI | 1 | 2 | 103 | 101 | +2  | Bị loại                     |
| 4  | Team Liquid   | TL   | 0 | 2 | 36  | 56  | -20 | Bị loại                     |

|  |                   |                   |                   |                   |                   |                   |                     |                     |                      |                      |                      |                      |                      |                      |  |  |                   |                   |                   |
|  | Vòng 1            | Vòng 1            | Vòng 1            | Vòng 1            | Vòng 1            | Vòng 1            |                     |                     | Trận đấu nhánh thắng | Trận đấu nhánh thắng | Trận đấu nhánh thắng | Trận đấu nhánh thắng | Trận đấu nhánh thắng | Trận đấu nhánh thắng |  |  | Lọt vào play-offs | Lọt vào play-offs | Lọt vào play-offs |
|  | Vòng 1            | Vòng 1            | Vòng 1            | Vòng 1            | Vòng 1            | Vòng 1            |                     |                     | Trận đấu nhánh thắng | Trận đấu nhánh thắng | Trận đấu nhánh thắng | Trận đấu nhánh thắng | Trận đấu nhánh thắng | Trận đấu nhánh thắng |  |  | Lọt vào play-offs | Lọt vào play-offs | Lọt vào play-offs |
|  |                   |                   |                   |                   |                   |                   |                     |                     |                      |                      |                      |                      |                      |                      |  |  |                   |                   |                   |
|  |                   |                   |                   |                   |                   |                   |                     |                     |                      |                      |                      |                      |                      |                      |  |  |                   |                   |                   |
|  | TL                | TL                | 11                | 15                | -                 | 0                 |                     |                     |                      |                      |                      |                      |                      |                      |  |  |                   |                   |                   |
|  | TL                | TL                | 11                | 15                | -                 | 0                 |                     |                     |                      |                      |                      |                      |                      |                      |  |  |                   |                   |                   |
|  | NAVI              | NAVI              | 13                | 17                | -                 | 2                 |                     |                     |                      |                      |                      |                      |                      |                      |  |  |                   |                   |                   |
|  | NAVI              | NAVI              | 13                | 17                | -                 | 2                 |                     |                     |                      |                      |                      |                      |                      |                      |  |  |                   |                   |                   |
|  |                   |                   |                   |                   |                   |                   | NAVI                | NAVI                | 13                   | 13                   | 12                   | 1                    |                      |                      |  |  |                   |                   |                   |
|  |                   |                   |                   |                   |                   |                   | NAVI                | NAVI                | 13                   | 13                   | 12                   | 1                    |                      |                      |  |  |                   |                   |                   |
|  |                   |                   | DRX               | DRX               | 15                | 9                 | 14                  | 2                   |                      |                      |                      |                      |                      |                      |  |  |                   |                   |                   |
|  |                   |                   |                   |                   |                   |                   | 14                  | 2                   |                      |                      |                      |                      |                      |                      |  |  |                   |                   |                   |
|  | DRX               | DRX               | 13                | 13                | 13                | 2                 |                     |                     |                      |                      |                      |                      |                      |                      |  |  |                   |                   |                   |
|  | DRX               | DRX               | 13                | 13                | 13                | 2                 |                     |                     |                      |                      |                      |                      |                      |                      |  |  |                   |                   |                   |
|  | LOUD              | LOUD              | 15                | 6                 | 8                 | 1                 |                     |                     | DRX                  | DRX                  | DRX                  |                      |                      |                      |  |  |                   |                   |                   |
|  | LOUD              | LOUD              | 15                | 6                 | 8                 | 1                 |                     |                     | DRX                  | DRX                  | DRX                  |                      |                      |                      |  |  |                   |                   |                   |
|  |                   |                   |                   |                   |                   |                   |                     |                     | LOUD                 |                      |                      |                      |                      |                      |  |  |                   |                   |                   |
|  |                   |                   |                   |                   |                   |                   |                     |                     |                      |                      |                      |                      |                      |                      |  |  |                   |                   |                   |
|  | Trận đấu loại trừ | Trận đấu loại trừ | Trận đấu loại trừ | Trận đấu loại trừ | Trận đấu loại trừ | Trận đấu loại trừ | Trận đấu quyết định | Trận đấu quyết định | Trận đấu quyết định  | Trận đấu quyết định  | Trận đấu quyết định  | Trận đấu quyết định  |                      |                      |  |  |                   |                   |                   |
|  | Trận đấu loại trừ | Trận đấu loại trừ | Trận đấu loại trừ | Trận đấu loại trừ | Trận đấu loại trừ | Trận đấu loại trừ | Trận đấu quyết định | Trận đấu quyết định | Trận đấu quyết định  | Trận đấu quyết định  | Trận đấu quyết định  | Trận đấu quyết định  |                      |                      |  |  |                   |                   |                   |
|  |                   |                   |                   |                   |                   |                   |                     |                     |                      |                      |                      |                      |                      |                      |  |  |                   |                   |                   |
|  |                   |                   |                   |                   |                   |                   |                     |                     |                      |                      |                      |                      |                      |                      |  |  |                   |                   |                   |
|  | TL                | TL                | 2                 | 8                 | -                 | 0                 | NAVI                | NAVI                | 13                   | 11                   | 11                   | 1                    |                      |                      |  |  |                   |                   |                   |
|  | TL                | TL                | 2                 | 8                 | -                 | 0                 | NAVI                | NAVI                | 13                   | 11                   | 11                   | 1                    |                      |                      |  |  |                   |                   |                   |
|  | LOUD              | LOUD              | 13                | 13                | -                 | 2                 |                     |                     | LOUD                 | LOUD                 | 11                   | 13                   | 13                   | 2                    |  |  |                   |                   |                   |
|  | LOUD              | LOUD              | 13                | 13                | -                 | 2                 |                     |                     | LOUD                 | LOUD                 | 11                   | 13                   | 13                   | 2                    |  |  |                   |                   |                   |

## Vòng loại trực tiếp
Vòng loại trực tiếp diễn ra từ ngày 17 – 27 tháng 8 năm 2023 (giờ Việt Nam).
Vòng loại trực tiếp đuợc thi đấu theo thể thức loại kép. Tất cả các trận đấu đều được phân định bằng thể thức Bo3, ngoại trừ trận Chung kết nhánh thua và trận Chung kết Tổng, được phân định bằng thể thức Bo5.

### Các đội tham gia
Tám đội đủ điều kiện tham dự vòng loại trực tiếp của giải đấu từ vòng bảng bao gồm :
| Bảng   | Bảng   | Đội             | Khu vực         |
| ------ | ------ | --------------- | --------------- |
| Bảng A | Bảng A | Paper Rex       | Thái Bình Dương |
| Bảng A | Bảng A | Edward Gaming   | Trung Quốc      |
| Bảng B | Bảng B | Evil Geniuses   | Châu Mỹ         |
| Bảng B | Bảng B | FUT Esports     | EMEA            |
| Bảng C | Bảng C | Fnatic          | EMEA            |
| Bảng C | Bảng C | Bilibili Gaming | Trung Quốc      |
| Bảng D | Bảng D | DRX             | Thái Bình Dương |
| Bảng D | Bảng D | LOUD            | Châu Mỹ         |

### Nhánh đấu
Các đội in đậm tiến vào vòng tiếp theo.
Các số ở bên trái của mỗi đội cho biết đội đó được xếp hạt giống trong nhánh, trong khi các số ở bên phải cho biết số ván mà đội đó đã thắng trong trận đấu đó.
Các đội có lựa chọn cấm/chọn bản đồ (tức là các đội hạt giống cao hơn hoặc nhóm trên) được đánh dấu bằng dấu hoa thị. Trong trường hợp các đội có cùng hạt giống từ các nhóm, sẽ tung đồng xu để xác định đội nào được chọn/cấm bản đồ. Các đội thắng khi tung đồng xu được biểu thị bằng hai dấu hoa thị.
Đối với trận Chung kết tổng, đội tiến lên từ nhánh thắng sẽ được cấm hai bản đồ đầu tiên và có quyền lựa chọn cấm/chọn bản đồ.
Ghi chú : Thời gian diễn ra các trận đấu được tính theo giờ Việt Nam (UTC+7).
|  |                    |                    |                    |                   |                   |                     |                     |                     |                    |                      |                       |                       |                       |    |                |   |  |  |  |  |                |                |                |
|  | Tứ kết nhánh thắng | Tứ kết nhánh thắng | Tứ kết nhánh thắng |                   |                   | Bán kết nhánh thắng | Bán kết nhánh thắng | Bán kết nhánh thắng |                    |                      | Chung kết nhánh thắng | Chung kết nhánh thắng | Chung kết nhánh thắng |    |                |   |  |  |  |  | Chung kết tổng | Chung kết tổng | Chung kết tổng |
|  | Tứ kết nhánh thắng | Tứ kết nhánh thắng | Tứ kết nhánh thắng |                   |                   | Bán kết nhánh thắng | Bán kết nhánh thắng | Bán kết nhánh thắng |                    |                      | Chung kết nhánh thắng | Chung kết nhánh thắng | Chung kết nhánh thắng |    |                |   |  |  |  |  | Chung kết tổng | Chung kết tổng | Chung kết tổng |
|  | 17 tháng 8 00:00   |                    |                    |                   |                   |                     |                     |                     |                    |                      |                       |                       |                       |    |                |   |  |  |  |  |                |                |                |
|  |                    |                    |                    |                   |                   |                     |                     |                     |                    |                      |                       |                       |                       |    |                |   |  |  |  |  |                |                |                |
|  | C1                 | Fnatic*            | 0                  |                   |                   |                     |                     |                     |                    |                      |                       |                       |                       |    |                |   |  |  |  |  |                |                |                |
|  | C1                 | Fnatic*            | 0                  | 20 tháng 8 03:00  |                   |                     |                     |                     |                    |                      |                       |                       |                       |    |                |   |  |  |  |  |                |                |                |
|  | D2                 | LOUD               | 2                  |                   |                   |                     |                     |                     |                    |                      |                       |                       |                       |    |                |   |  |  |  |  |                |                |                |
|  | D2                 | LOUD               | 2                  |                   |                   | D2                  | LOUD                | 1                   |                    |                      |                       |                       |                       |    |                |   |  |  |  |  |                |                |                |
|  | 17 tháng 8 03:00   |                    |                    |                   |                   | D2                  | LOUD                | 1                   |                    |                      |                       |                       |                       |    |                |   |  |  |  |  |                |                |                |
|  |                    |                    | A1                 | Paper Rex*        | 2                 |                     |                     |                     |                    |                      |                       |                       |                       |    |                |   |  |  |  |  |                |                |                |
|  | A1                 | Paper Rex*         | A1                 | Paper Rex*        | 2                 | 2                   |                     |                     |                    |                      |                       |                       |                       |    |                |   |  |  |  |  |                |                |                |
|  | A1                 | Paper Rex*         |                    |                   |                   | 2                   | 25 tháng 8 00:00    |                     |                    |                      |                       |                       |                       |    |                |   |  |  |  |  |                |                |                |
|  | B2                 | FUT Esports        | 0                  |                   |                   |                     |                     |                     |                    |                      |                       |                       |                       |    |                |   |  |  |  |  |                |                |                |
|  | B2                 | FUT Esports        | 0                  |                   |                   | A1                  | Paper Rex**         | 2                   |                    |                      |                       |                       |                       |    |                |   |  |  |  |  |                |                |                |
|  | 18 tháng 8 00:00   |                    |                    |                   |                   | A1                  | Paper Rex**         | 2                   |                    |                      |                       |                       |                       |    |                |   |  |  |  |  |                |                |                |
|  |                    |                    | B1                 | Evil Geniuses     | 1                 |                     |                     |                     |                    |                      |                       |                       |                       |    |                |   |  |  |  |  |                |                |                |
|  | D1                 | DRX*               | B1                 | Evil Geniuses     | 1                 | 2                   |                     |                     |                    |                      |                       |                       |                       |    |                |   |  |  |  |  |                |                |                |
|  | D1                 | DRX*               | 20 tháng 8 00:00   |                   |                   | 2                   |                     |                     |                    |                      |                       |                       |                       |    |                |   |  |  |  |  |                |                |                |
|  | C2                 | Bilibili Gaming    | 0                  |                   |                   |                     |                     |                     |                    |                      |                       |                       |                       |    |                |   |  |  |  |  |                |                |                |
|  | C2                 | Bilibili Gaming    | 0                  |                   |                   | D1                  | DRX**               | 0                   |                    |                      |                       |                       |                       |    |                |   |  |  |  |  |                |                |                |
|  | 18 tháng 8 03:00   |                    |                    |                   |                   | D1                  | DRX**               | 0                   |                    |                      |                       |                       |                       |    |                |   |  |  |  |  |                |                |                |
|  |                    |                    | B1                 | Evil Geniuses     | 2                 |                     |                     |                     |                    |                      |                       |                       |                       |    |                |   |  |  |  |  |                |                |                |
|  | B1                 | Evil Geniuses*     | B1                 | Evil Geniuses     | 2                 | 2                   |                     |                     |                    |                      | 27 tháng 8 00:00      | 27 tháng 8 00:00      | 27 tháng 8 00:00      |    |                |   |  |  |  |  |                |                |                |
|  | B1                 | Evil Geniuses*     |                    |                   |                   |                     |                     |                     |                    |                      | 27 tháng 8 00:00      | 27 tháng 8 00:00      | 27 tháng 8 00:00      |    |                |   |  |  |  |  |                |                |                |
|  | A2                 | Edward Gaming      | 1                  |                   |                   | A1                  | Paper Rex*          | 1                   |                    |                      |                       |                       |                       |    |                |   |  |  |  |  |                |                |                |
|  | A2                 | Edward Gaming      | 1                  |                   |                   | A1                  | Paper Rex*          | 1                   |                    |                      |                       |                       |                       |    |                |   |  |  |  |  |                |                |                |
|  |                    |                    |                    |                   |                   | B1                  | Evil Geniuses       | 3                   |                    |                      |                       |                       |                       |    |                |   |  |  |  |  |                |                |                |
|  |                    |                    |                    |                   |                   | B1                  | Evil Geniuses       | 3                   |                    |                      |                       |                       |                       |    |                |   |  |  |  |  |                |                |                |
|  | Vòng 1 nhánh thua  | Vòng 1 nhánh thua  | Vòng 1 nhánh thua  | Tứ kết nhánh thua | Tứ kết nhánh thua | Tứ kết nhánh thua   | Bán kết nhánh thua  | Bán kết nhánh thua  | Bán kết nhánh thua | Chung kết nhánh thua | Chung kết nhánh thua  | Chung kết nhánh thua  |                       |    |                |   |  |  |  |  |                |                |                |
|  | Vòng 1 nhánh thua  | Vòng 1 nhánh thua  | Vòng 1 nhánh thua  | Tứ kết nhánh thua | Tứ kết nhánh thua | Tứ kết nhánh thua   | Bán kết nhánh thua  | Bán kết nhánh thua  | Bán kết nhánh thua | Chung kết nhánh thua | Chung kết nhánh thua  | Chung kết nhánh thua  |                       |    |                |   |  |  |  |  |                |                |                |
|  |                    |                    |                    | 21 tháng 8 00:00  |                   |                     |                     |                     |                    |                      |                       |                       |                       |    |                |   |  |  |  |  |                |                |                |
|  |                    |                    |                    |                   |                   |                     |                     |                     |                    |                      |                       |                       |                       |    |                |   |  |  |  |  |                |                |                |
|  | 19 tháng 8 00:00   | 19 tháng 8 00:00   | 19 tháng 8 00:00   | D1                | DRX*              | 1                   | 26 tháng 8 00:00    | 26 tháng 8 00:00    | 26 tháng 8 00:00   |                      |                       |                       |                       |    |                |   |  |  |  |  |                |                |                |
|  | 19 tháng 8 00:00   | 19 tháng 8 00:00   | 19 tháng 8 00:00   | D1                | DRX*              | 1                   | 26 tháng 8 00:00    | 26 tháng 8 00:00    | 26 tháng 8 00:00   |                      |                       |                       |                       |    |                |   |  |  |  |  |                |                |                |
|  | C1                 | Fnatic*            | 2                  |                   |                   | C1                  | Fnatic              | 2                   |                    |                      | 25 tháng 8 03:00      | 25 tháng 8 03:00      | 25 tháng 8 03:00      | B1 | Evil Geniuses* | 3 |  |  |  |  |                |                |                |
|  | C1                 | Fnatic*            | 2                  |                   |                   | C1                  | Fnatic              | 2                   |                    |                      | 25 tháng 8 03:00      | 25 tháng 8 03:00      | 25 tháng 8 03:00      | B1 | Evil Geniuses* | 3 |  |  |  |  |                |                |                |
|  | B2                 | FUT Esports        | 0                  |                   |                   |                     |                     |                     | C1                 | Fnatic               | 1                     |                       |                       | D2 | LOUD           | 2 |  |  |  |  |                |                |                |
|  | B2                 | FUT Esports        | 0                  |                   |                   |                     |                     |                     | C1                 | Fnatic               | 1                     |                       |                       | D2 | LOUD           | 2 |  |  |  |  |                |                |                |
|  |                    |                    |                    | 21 tháng 8 03:00  | 21 tháng 8 03:00  | 21 tháng 8 03:00    |                     |                     | D2                 | LOUD*                | 2                     |                       |                       |    |                |   |  |  |  |  |                |                |                |
|  |                    |                    |                    | 21 tháng 8 03:00  | 21 tháng 8 03:00  | 21 tháng 8 03:00    |                     |                     | D2                 | LOUD*                | 2                     |                       |                       |    |                |   |  |  |  |  |                |                |                |
|  | 19 tháng 8 03:00   | 19 tháng 8 03:00   | 19 tháng 8 03:00   | D2                | LOUD*             | 2                   |                     |                     |                    |                      |                       |                       |                       |    |                |   |  |  |  |  |                |                |                |
|  | 19 tháng 8 03:00   | 19 tháng 8 03:00   | 19 tháng 8 03:00   | D2                | LOUD*             | 2                   |                     |                     |                    |                      |                       |                       |                       |    |                |   |  |  |  |  |                |                |                |
|  | C2                 | Bilibili Gaming    | 1                  |                   |                   | A2                  | Edward Gaming       | 1                   |                    |                      |                       |                       |                       |    |                |   |  |  |  |  |                |                |                |
|  | C2                 | Bilibili Gaming    | 1                  |                   |                   | A2                  | Edward Gaming       | 1                   |                    |                      |                       |                       |                       |    |                |   |  |  |  |  |                |                |                |
|  | A2                 | Edward Gaming**    | 2                  |                   |                   |                     |                     |                     |                    |                      |                       |                       |                       |    |                |   |  |  |  |  |                |                |                |
|  | A2                 | Edward Gaming**    | 2                  |                   |                   |                     |                     |                     |                    |                      |                       |                       |                       |    |                |   |  |  |  |  |                |                |                |

## Tiền thưởng
Riot Games đã nâng tổng số tiền thưởng cho giải đấu Valorant Champions năm 2023 lên 2,25 triệu USD, tăng từ mức 1 triệu USD của năm 2022. Đội chiến thắng Champions nhận được 1 triệu USD.
| Thứ hạng | Đội             | Tiền thưởng (USD) |
| -------- | --------------- | ----------------- |
| 1        | Evil Geniuses   | $1,000,000        |
| 2        | Paper Rex       | $400,000          |
| 3        | LOUD            | $250,000          |
| 4        | Fnatic          | $130,000          |
| 5–6      | DRX             | $85,000           |
| 5–6      | Edward Gaming   | $85,000           |
| 7–8      | Bilibili Gaming | $50,000           |
| 7–8      | FUT Esports     | $50,000           |
| 9–12     | Natus Vincere   | $30,000           |
| 9–12     | T1              | $30,000           |
| 9–12     | NRG             | $30,000           |
| 9–12     | Giants Gaming   | $30,000           |
| 13–16    | KRÜ Esports     | $20,000           |
| 13–16    | FunPlus Phoenix | $20,000           |
| 13–16    | ZETA DIVISION   | $20,000           |
| 13–16    | Team Liquid     | $20,000           |